# Szczur orientalny
Szczur orientalny (Rattus tanezumi) – gatunek ssaka z podrodziny myszy (Murinae) w obrębie rodziny myszowatych (Muridae), występujący w Azji Wschodniej, Południowo-Wschodniej i w Himalajach.

## Taksonomia
Gatunek po raz pierwszy zgodnie z zasadami nazewnictwa binominalnego opisał w 1844 roku holenderski zoolog Coenraad Jacob Temminck nadając mu nazwę Mus tanezumi. Holotyp pochodził z okolic Nagasaki, w południowej części Kiusiu, w Japonii.
R. tanezumi był opisywany wielokrotnie później przez innych autorów. W obecnym rozumieniu genetycznym, R. tanezumi jest parafiletyczny w stosunku do innych linii w kompleksie gatunkowym rattus. Prawdopodobnie powinien być podzielony na trzy różne gatunki lub włączony do R. rattus z około 4 podgatunkami (od którego różni się liczbą chromosomów (2n = 42), cechami morfologicznymi i biochemicznymi). Taksonomia wymaga znacznych badań. Autorzy Illustrated Checklist of the Mammals of the World uznają ten takson za gatunek monotypowy.

### Etymologia
- Rattus: łac. rattus „szczur”[77].
- tanezumi: japońska nazwa Ta-nezumi dla szczura orientalnego[2].

## Zasięg występowania
Szczur orientalny prawdopodobnie wywodzi się z regionu na północ i wschód od Półwyspu Indyjskiego. Pierwotny zasięg występowania rozciągał się od wschodniego Afganistanu przez północne i północno-wschodnie Indie, Nepal, Bhutan i północny Bangladesz do środkowej i południowej Chińskiej Republiki Ludowej (w tym wyspa Hajnan), Półwyspu Koreańskiego i kontynentalnej południowo-wschodniej Azji, w tym na wielu przybrzeżnych wysp na południe do przesmyku Kra; obecnie nie jest jasne, czy jest rodzimy, czy został też wprowadzony na Tajwan i do Japonii. Rozmieszczenie rodzimych i introdukowanych gatunków jest obecnie nierozwiązane, szczególnie dlatego, że prawdopodobnie istnieją trzy odrębne gatunki, obecnie uznawane za linie rozwojowe. Wprowadzony na archipelagi Andamany i Nikobary, na Półwysep Malajski i wyspy sundajskiego szelfu kontynentalnego, na Filipiny, do zachodniej Nowej Gwinei, na Enewetak i Fidżi w obrębie Mikronezji i na Palau, chociaż wydaje się, że te introdukcje są nowsze niż inne. Osobniki z Ameryki Południowej i południowej Kalifornii w Stanach Zjednoczonych zostały genetycznie zidentyfikowane jako ten gatunek, prawdopodobnie pochodząc od osobników przetransportowanych tam w ostatnich czasach łodziami.

## Morfologia
Długość ciała (bez ogona) 105–215 mm, długość ogona 120–230 mm, długość ucha 17–23 mm, długość tylnej stopy 17–23 mm; masa ciała 100–200 g.

## Ekologia
Gryzoń ten charakteryzuje się dużymi zdolnościami adaptacyjnymi, nie unika ludzi. Często jest spotykany w pobliżu wiosek i na terenach rolnych. W Nepalu występuje poniżej 2000 m n.p.m., na Filipinach zasiedla niziny i lasy górskie do 1800 m n.p.m.
Samice szczura orientalnego mają zwykle pięć par sutków, w niektórych populacjach sześć, ale ułożonych inaczej niż u pozostałych gatunków z grupy pokrewnej R. rattus.

## Populacja
Szczur orientalny ma bardzo szeroki zasięg występowania, jest pospolity. Potrafi żyć w różnorodnych środowiskach. Liczebność gatunku rośnie, nie są znane zagrożenia dla gatunku. Jest on uznawany za gatunek najmniejszej troski, indyjskie prawodawstwo uznaje go za szkodnika.